# Alticola albicauda
Alticola albicauda — вид полівок родини Cricetidae. Зустрічається в Індії та Пакистані. Мало що відомо про середовище проживання чи екологію цього виду. Як і інші представники цього роду, він, ймовірно, зустрічається в скелястих місцях із кущистою рослинністю.